# مانينغ إم. كيمل
مانينغ إم. كيمل (بالإنجليزية: Manning Marius Kimmel)‏ هو ضابط أمريكي، ولد في 25 أكتوبر 1832 في Apple Creek, Missouri ‏ في الولايات المتحدة، وتوفي في 27 فبراير 1916 في هندرسون في الولايات المتحدة.